# Fishing Blues
Albums de Atmosphere
Southsiders
(2014)
Fishing Blues est le huitième album studio d'Atmosphere, sorti le 12 août 2016.
L'album s'est classé 2e au Top R&B/Hip-Hop Albums et  22e au Billboard 200.

## Liste des titres
| No  | Titre                                                 | Durée |
| --- | ----------------------------------------------------- | ----- |
| 1.  | Like a Fire                                           | 3:29  |
| 2.  | Ringo                                                 | 3:51  |
| 3.  | Besos                                                 | 3:45  |
| 4.  | Pure Evil (featuring I.B.E)                           | 3:19  |
| 5.  | Perfect                                               | 3:36  |
| 6.  | Seismic Waves                                         | 3:57  |
| 7.  | Next to You (featuring Dem Atlas)                     | 4:18  |
| 8.  | The Shit That We've Been Through                      | 3:34  |
| 9.  | When the Lights Go Out (featuring Doom et Kool Keith) | 4:41  |
| 10. | No Biggie                                             | 2:35  |
| 11. | Everything                                            | 3:38  |
| 12. | Chasing New York (featuring Aesop Rock)               | 3:24  |
| 13. | Sugar                                                 | 3:56  |
| 14. | Fishing Blues (featuring The Grouch)                  | 3:40  |
| 15. | Won't Look Back (featuring Kim Manning)               | 4:34  |
| 16. | Anybody That I've Known                               | 4:33  |
| 17. | Still Be Here                                         | 3:57  |
| 18. | A Long Hello                                          | 3:17  |